# Piramidă pentagonală giroalungită
În geometrie piramida pentagonală giroalungită sau antiprisma pentagonală augmentată este un poliedru convex construit prin alungirea unei piramide pentagonale prin atașarea unei antiprisme pentagonale la baza acestuia. Este poliedrul Johnson (J11). Având 16 fețe, este un hexadecaedru.
Poate fi văzut și ca un icosaedru diminuat, un icosaedru cu un vârf (o piramidă pentagonală, J2) trunchiat de un plan. Alte poliedre Johnson pot fi formate prin trunchierea mai multor piramide pentagonale dintr-un icosaedru: antiprisma pentagonală și icosaedrul metabidiminuat (două piramide îndepărtate) și icosaedrul tridiminuat (trei piramide îndepărtate).

## Mărimi asociate
Următoarele formule pentru înălțime h, arie A și volum V sunt stabilite pentru lungimea laturilor tuturor poligoanelor (care sunt regulate) a:
{\displaystyle h=\left({\sqrt {1-{\frac {4}{10+2{\sqrt {5}}}}}}+{\sqrt {\frac {5-{\sqrt {5}}}{10}}}\right)a\approx 1,376382\,a\,,}
{\displaystyle A={\frac {5{\sqrt {3}}}{2}}a^{2}\approx 8,215669\,a^{2},}
{\displaystyle V=\left(5{\sqrt {{\frac {10+2{\sqrt {5}}}{4}}-1}}\cdot {\frac {{\sqrt {5}}+1}{3(10-2{\sqrt {5}})}}+{\frac {5+{\sqrt {5}}}{24}}\right)a^{3}\approx 1,880192\,a^{3}.}

## Poliedru dual
Dualul piramidei pentagonale giroalungite are 11 fețe: 5 romboedre, 1 pentagon regulat și 5 pentagoane neregulate.
| Dualul piramidei pentagonale giroalungite | Desfășurata dualului |
| ----------------------------------------- | -------------------- |
|                                           |                      |